# الظلال (فلم)
فيلم "الظلال - هلوسة ليلية"، المعروف باللغة الإنجليزية باسم ظلال التحذير، هو فيلم ألماني صامت من عام 1923 أخرجه وشارك في كتابته آرثر روبيسون، وبطولة فريتز كورتنر وروث ويهر، تعتبر جزءًا من التعبيرية الألمانية.

## الحبكة
خلال عشاء أقامه أحد الأثرياء (فريتز كورتنر)، اجتمعت زوجته الجميلة (روث ويهر) وأربعة من الخاطبين في قصر ألماني من القرن التاسع عشر، الساحر (الكسندر جراناش) المشار إليه باسم "لاعب الخفة" في قائمة الممثلين، ينقذ زواج الكونت من خلال إعطاء جميع الضيوف رؤية لما قد يحدث إذا لم يستطع الكونت كبح جماح غيرته واستمر الخاطبون في التقدم تجاه زوجته، يتحدى الكونت الرجل الذي يعتبره منافسًا له (غوستاف فون وانجينهايم) في مبارزة وينتهي الفيلم بنهاية سعيدة حيث يتم تجنب العنف وينقذ الكونت وزوجته زواجهما، لكن هل حدثت الأحداث التي وقعت في الحفلة بالفعل، أم أنها مجرد وهم من استحضار الساحر؟

## طاقم التمثيل
الكسندر جراناش في دور لاعب الخٍفة
فريتز كورتنر في دور المحاسب
روث ويهر كزوجته
غوستاف فون وانجينهايم في دورعشيقها
يوجين ريكس كخادم
ليلي هيردر بدور خادمة
فريتز راسب بدور خادم
كارل بلاتن في دور الخادم الثاني
ماكس جولستورف بدور  الفارس الثاني
فرديناند فون ألتن بدور الفارس الثالث
رودولف كلاين روج

## الإنتاج
كتب تروي هوارث: "الفيلم رائع بشكل أساسي على المستوى البصري، كتمرين في التعبيرية، يستحق تمامًا تضمينه في قائمة أفلام الرعب الألمانية العظيمة" ، مقارنة فيلم روبيسون بأفضل فيلم مهاجم مورناو وفريتز لانج، ومع ذلك يقول إن الفيلم نفد قوته مع اقتراب النهاية وأن الشخصيات كانت نمطية للغاية بحيث لم تكن مثيرة للاهتمام، صنفها سيجفريد كراكور ضمن روائع السينما الألمانية، لكنه أعرب عن أسفه لأنها جاءت وذهبت دون أن يلاحظها أحد من قبل عامة الناس.
وُلد المخرج آرثر روبسون في شيكاغو بولاية إلينوي عام 1883، لكنه نشأ في ألمانيا حيث أصبح كاتبًا ومخرجًا معروفًا في صناعة الأفلام الصامتة الألمانية، كان فيلمه الأول هو فيلم الرعب الألماني عام 1916 ليلة الرعب، وكان آخر أفلامه إعادة إنتاج الصوت لعام 1935 من فيلم "طالب براغ"، تم لم شمل الممثلين فون وانجينهايم و جراناش مرة أخرى هنا بعد أن تم تألقهما في نوسفيراتو (1923).

## الأهمية الأدبية
تمت الإشارة إليه في برايدشيد الذي أعيد النظر فيه بواسطة إيفلين ووه وهو وصف أنتوني بلانش لرفيق سيباستيان كورت: "إنه مثل الرجل في" ظلال التحذير "- مجموعة كبيرة من الألماني ..." (من المفترض أن تكون الشخصية التي صورها فريتز راسب).

## روابط خارجية
- الظلال على موقع أول موفي.
- الظلال  في قاعدة بيانات الأفلام على الإنترنت (بالإنجليزية)
- الظلال (فلم) في روتن توميتوز.
- صفحة المحرر كينو ، الذي أصدر نسخة مستعادة من الفيلم على قرص DVD في عام 2006